# Pleograph

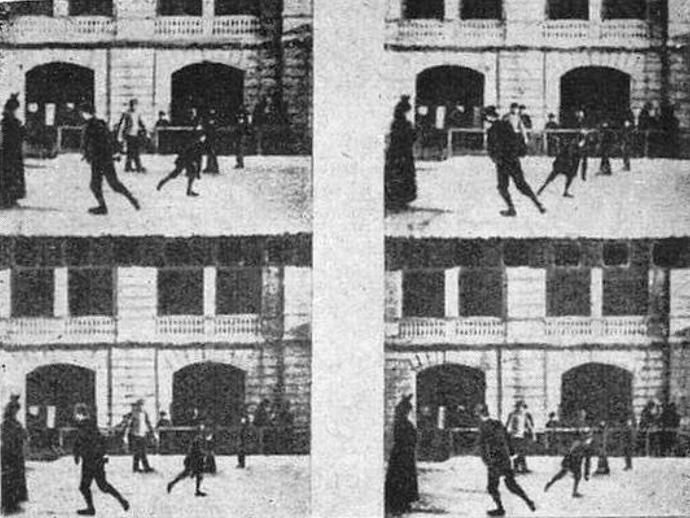
Einzelbilder aus dem Film Rink in Saxon Garden, der zwischen 1894 und 1896 auf einem Pleographen aufgenommen wurde

Der Pleograph (polnisch Pleograf) war eine kinematographische Kamera, die der polnische Erfinder Kazimierz Prószyński im Jahr 1894 baute.
Ähnlich wie der kurz später erbaute Kinematograph der Brüder Lumière konnte auch der Pleograph von Prószyński gleichzeitig für die Aufnahme von Filmmaterial und dessen Projektion verwendet werden.
Mit dem Pleographen drehte der Erfinder zum Ende des 19. Jahrhunderts seine ersten Kurzfilme, die den Alltag dokumentieren und Szenen aus dem Leben in Warschau zeigen („Ślizgawka w Ogrodzie Saskim“ (Eisbahn im Sächsischen Garten) – 1902). Die Arbeiten an der Entwicklung des Gerätes führten 1898 zum Bau eines verbesserten Projektionsgerätes, dem Biopleographen.

## Begriffsgeschichte
Der Name Pleograph ist ein Kompositum der altgriechischen Begriffe πλέον pléon „mehr“ und γράφειν gráphein „schreiben“ (siehe auch -graphie). Auf Polnisch wurde der Apparat „Pleograf“, auf Englisch und Französisch „Pleograph“ genannt.

## Technische Beschreibung
Der Apparat verwendete für Aufnahmen ein Rechteck aus Zelluloid mit einer Rahmengröße von 45 × 38 mm. Anders als beim heutigen Film war die Perforation jedoch zwischen den Einzelbildern des Films angebracht.

## Filmstudio
Im Jahr 1901 gründete Prószyński in Warschau das erste polnische Filmstudio, das nach dieser Kamera Towarzystwo Udziałowe Pleograf benannt wurde.